# La Velia
La Velia è un romanzo dello scrittore italiano Bruno Cicognani, pubblicato nel 1923. L'opera rappresenta uno dei lavori più significativi dell'autore fiorentino e si colloca nel contesto letterario italiano del primo dopoguerra.

## Trama
Il romanzo narra la storia di Velia, una giovane donna di umili origini che vive a Firenze. La protagonista, dopo aver sperimentato una vita di stenti e difficoltà, si trova coinvolta in una relazione con un uomo benestante che la introduce a una realtà sociale e culturale a lei precedentemente sconosciuta. La narrazione segue le vicissitudini della protagonista nel suo tentativo di adattarsi a questo nuovo mondo, esplorando le contraddizioni sociali e i conflitti interiori che ne derivano.

## Stile e tematiche
L'opera si distingue per il particolare stile narrativo di Cicognani, che fonde elementi di realismo con una profonda indagine psicologica dei personaggi. La scrittura di Cicognani in La Velia è caratterizzata da una prosa densa e descrittiva, con frequenti riferimenti al dialetto e alla cultura fiorentina dell'epoca.
Tra le principali tematiche affrontate nel romanzo vi sono:
- Il contrasto tra classi sociali nella Firenze del primo Novecento
- La condizione femminile e le limitazioni imposte alle donne dalla società dell'epoca
- La ricerca d'identità e il conflitto tra aspirazioni personali e realtà sociale
- Il rapporto complesso tra tradizione e modernità nell'Italia post-bellica

## Contesto culturale
La Velia si inserisce in un momento di transizione della letteratura italiana, tra l'influenza ancora presente del decadentismo dannunziano e le nuove tendenze narrative che si andavano affermando nel primo dopoguerra. L'opera di Cicognani mantiene un forte legame con la tradizione letteraria toscana, caratterizzata da un'attenzione particolare al contesto sociale e alle dinamiche psicologiche dei personaggi.

## Fortuna critica
Il romanzo, al momento della sua pubblicazione, ricevette un'accoglienza contrastante dalla critica. Alcuni recensori ne apprezzarono l'originalità stilistica e la profondità dell'analisi psicologica, mentre altri criticarono alcuni aspetti della narrazione considerati eccessivamente crudi o naturalistici. Nel tempo, La Velia è stata riconosciuta come una delle opere più rappresentative della produzione di Cicognani e un documento significativo della letteratura italiana del periodo tra le due guerre mondiali.